# New Kensington, Pennsylvania
New Kensington là một thành phố thuộc quận Westmoreland, tiểu bang Pennsylvania, Hoa Kỳ. Năm 2010, dân số của thành phố này là 13116 người.